# Giovani Henrique Amorim da Silva
Giovani Henrique Amorim da Silva (Itaquaquecetuba, 1 januari 2004) is een Braziliaans voetballer die bij voorkeur als vleugelspeler speelt. Hij speelt bij Palmeiras.

## Clubcarrière
Giovani is afkomstig uit de jeugdopleiding van Palmeiras. Op 1 december 2021 was hij meteen trefzeker bij zijn competitiedebuut tegen Cuiabá EC.